# О’Хиггинс (департамент)
Департамент О’Хиггинс (исп. Departamento de O’Higgins) — департамент в Аргентине в составе провинции Чако.
Территория — 1580 км². Население — 20 131 человек. Плотность населения — 12,70 чел./км².
Административный центр — Сан-Бернардо.

## География
Департамент расположен в центральной части провинции Чако.
Департамент граничит:
- на севере — с департаментами Индепенденсия, Команданте-Фернандес
- на востоке — с департаментом Сан-Лоренсо
- на юге — с департаментом Майор-Луис-Хорхе-Фонтана
- на западе — с департаментами Чакабуко, Нуэве-де-Хулио
- на северо-западе — c департаментом Хенераль-Бельграно

## Административное деление
Департамент включает 3 муниципалитета:
- Сан-Бернардо
- Ла-Клотильде
- Ла-Тигра

## Важнейшие населенные пункты[3]
| № | Населённый пункт | Населённый пункт (исп.) | Категория | Население чел. (2010) | На карте                        |
| - | ---------------- | ----------------------- | --------- | --------------------- | ------------------------------- |
| 1 | Сан-Бернардо     | San Bernardo            | город     | 9 379                 | 27°17′15″ ю. ш. 60°42′50″ з. д. |
| 2 | Ла-Клотильде     | La Clotilde             | город     | 3 382                 | 27°10′38″ ю. ш. 60°37′51″ з. д. |
| 3 | Ла-Тигра         | La Tigra                | город     | 2 866                 | 27°06′38″ ю. ш. 60°35′15″ з. д. |